# República Socialista Soviética de Donetsk-Krivoi Rog
A República Soviética de Donetsk-Krivoi Rog ou RSDK foi uma república soviética surgida justo após a Revolução russa. Foi proclamada, sob critérios étnicos, em 11 de fevereiro de 1918 e existiu nominalmente até 17 de fevereiro de 1919, quando foi dissolvida e integrada na República Popular da Ucrânia mantendo um determinado grau de autonomia. Durante a sua existência, não foi reconhecida por nenhuma instituição ou Estado.

## Antecedentes
Durante o ano 1917, os bolcheviques da área de Donetsk-Krivoi Rog defenderam a necessidade de criar uma república soviética nas bacias de Krivoi Rog e Donbass devido à diferente estrutura económica entre a margem esquerda da Ucrânia e o resto do que os nacionalistas ucranianos consideravam o território ucraniano, e que estava conformado por cinco gubernias: Podolia, Volinia, Kiev, Tchernigov e Poltava.
Entre 11 e 12 de dezembro de 1917 foi celebrado o Congresso dos Sovietes de Toda a Ucrânia na cidade de Kharkov, no que se proclamou a República Popular da Ucrânia e o seu governo soviético: a "Secretaria Popular". Um terço dos membros dessa secretaria eram representantes dos sovietes da bacia do Donetsk-Krivoi Rog, entre eles Fedir Sergeev (Artiom), um dos mais destacados defensores da soberania dessa área.
Entre 27 e 30 de janeiro de 1918, no IV Congresso Regional dos Sovietes definiu-se que "as zonas da Federação da República Russa Socialista serão constituídas segundo as suas caraterísticas sociais e económicas. Uma unidade autosuficiente em sentido económico é a República da bacia de Donetsk e Krivoi Rog".
Porém, houve alguns participantes que se opuseram: Mikola Skripnik, Comissário Popular de Trabalho do governo ucraniano, considerou que a constituição de uma república na zona podia ser prematura - embora reconhecesse que seria necessário algum tipo de autonomia. Artiom acusou Skripnik de nacionalista e de considerar a república soviética ucraniana baseada em identidades nacionais em lugar de considerá-la pela sua estrutura económica. Finalmente, Skripnik retirou as suas objeções e o projeto de resolução do Congresso foi aprovado por 50 votos de 77. Nessa resolução estabelecia-se a organização política, económica e cultural da República Soviética de Donetsk-Krivoi Rog.

## Formação do Governo
Em 14 de fevereiro (jul) de 1918, o governo dos sovietes de Donetsk-Krivoi Rog foi constituído com os seguintes comissários populares:
- Fedir Sergeev (Artiom) como Presidente do Conselho de Comissários do Povo e como Comissário de Economia
- S. Vasilchenko como Comissário do Interior
- M. Jakov como Comissário de Educação
- Abram Kamenski como Comissário para o Controlo do Estado
- Boris Magidov como Comissário de Trabalho
- Volodimir Mejlauk como Comissário das Finanças
- Musi Rukhimovitch como Comissário de Assuntos Militares
- V. Filonov como Comissário de Justiça

Entre fevereiro e março de 1918, foram nacionalizadas arredor de 100 sociedades. Em março tinham-se já nacionalizado 230 minas que pertenciam a 16 sociedades estatais reunidas no Ugelsoiuz (União Carbonífera), com importância não só a nível ucraniano senão também para a Rússia soviética.

## Tratado de Brest-Litovski e conquista alemã
Em 3 de março de 1918, o Império Alemão, Bulgária, o Império Autro-Húngaro eo Império Otomano assinaram com o governo bolchevique russo o chamado Tratado de Brest-Litovski, que constituía a paz entre a Rússia e as potências centrais após uma série de renúncias territoriais russas. A Rússia abria mão do controle sobre a Finlândia, Países Bálticos (Estónia, Letónia e Lituânia), Polónia, Bielorrússia e Ucrânia, bem como dos distritos turcos de Ardacane e Carse, e do distrito georgiano de Batumi, antes sob seu domínio.
A recém constituída República Soviética de Krivoi Rog-Donetsk não se considerava como parte da Ucrânia, e portanto não se considerava afetada pelo tratado. Porém, o Império Alemão, que por aquele tratado passava a gerir a maior parte dos territórios a que renunciavam os bolcheviques, considerou o território ucraniano segundo o expresso na III e IV Proclama Universal da Rada Central da Ucrânia, que incluia a zona de Krivoi Rog-Donetsk, pelo que iniciou as ações militares. Imediatamente, o presidente da Secretaria Popular da Ucrânia, Mikola Skripnik solicitou a união de todas as forças armadas das repúblicas soviéticas do sul: Ucrânia, Krivoi Rog-Donetsk, Crimeia e Odesa. A república de Donetsk-Krivoi Rog rechaçou o oferecimento através do seu Comissário de Assuntos Exteriores, Musi Rukhimovitch.
Em 9 de abril de 1918, o Conselho de Comissários do Povo transladou-se de Kharkov a Lugansk, onde tomou as providências para a formação do Exército de Donetsk-Krivoi Rog sob a direção de Anatoli Gekker. Deram-se importantes batalhas na região do Donbass, e em geral, o exército de Krivoi Rog-Donetsk opus uma forte resistência aos avanços alemães. Essa resistência fez com que o exército imperial tardasse vários messes em tomar Kharkov. Em 5 de abril de 1918 foi criado do Estado Maior do exército, e dois dias mais tarde Gekker foi substituído Piotr Baranov, que passou a mandar sobre um total de treze mil homens.
A última capital da República, Lugansk, foi tomada pelo exército alemão em 28 de abril. Em maio, o estado maior e o exército retiraram-se organizadamente em direção a Novotcherkask. Com eles marchou o governo da República de Krivoi Rog-Donetsk.

## Resposta do Comité Executivo Central de Todas as Rússias
O Comité Executivo Central de Todas as Rússias não reconhecera a república de Donetsk-Krivorojskaia nem como república independente nem como parte da Federação Russa. Ainda mais, o próprio Lenin, através do Comissário Extraordinário para a Ucrânia Sergo Ordjonikidze e de Vladimir Antonov-Ovseenko, tinha instado à celebração do II congresso dos Sovietes ucranianos para dotar a Ucrânia de um governo que impedisse a cristalização de uma república independente em Donetsk-Krivoi Rog.
Em 15 de março de 1918, quando a ofensiva austro-alemã estava já em território do Donbass, numa sessão do Comité Executivo Central de Todas as Rússias presidida por Lenin e com a presença de Volodimir Zatonski por Ucrânia e de Artiom pola república de Donetsk-Krivorojskaia, decidiu-se incluir esta república na RSS da Ucrânia para fazer frente comum contra o inimigo, embora a resistência interna da república donetsk-krivorojskaia. Em 17 de fevereiro de 1919, Iosif Stalin foi encarregado da dissolução da república. As aspirações de autonomia da região mantiveram-se no mínimo até a década de 1920, segundo se desprende da afirmação de Mikola Skripnik em 1920, quando afirmou que o Donbass era um das principais dificuldades para a governança da Ucrânia.